# Giải Oscar cho hiệu ứng hình ảnh xuất sắc nhất
Giải Oscar cho hiệu ứng hình ảnh xuất sắc nhất là giải Oscar trao cho những thành tựu xuất sắc nhất trong lĩnh vực hiệu ứng hình ảnh của năm.

## Lịch sử giải thưởng
Viện Hàn lâm Khoa học và Nghệ thuật Điện ảnh Hoa Kỳ lần đầu tiên ghi nhận những đóng góp kỹ thuật về hiệu ứng hình ảnh với các tác phẩm điện ảnh trong bữa tiệc khai trương giải thưởng vào năm 1928, bằng việc trao bảng chứng nhận "Hiệu ứng kỹ thuật xuất sắc nhất" cho bộ phim đầu tiên giành giải Oscar ở hạng mục phim hay nhất, tác phẩm chính kịch về chiến tranh thế giới thứ nhất Wings.
Nhà sản xuất David O. Selznick, sau đó là trưởng bộ phận sản xuất của hãng RKO Studios, đề nghị Ban lãnh đạo Viện hàn lâm công nhận họa sĩ hoạt hình Willis O'Brien cho những thành tựu xuất sắc của ông trong phim King Kong năm 1933.
Nhưng phải đến năm 1938 mới có bộ phim đầu tiên được chính thức công nhận về mặt hiệu ứng hình ảnh, khi giải "Thành tựu đặc biệt cho hiệu ứng hình ảnh" được trao cho bộ phim Spawn of the North của hãng Paramount. Năm sau đó, "Hiệu ứng đặc biệt xuất sắc nhất" trở thành hạng mục chính thức, mặc dù thỉnh thoảng Viện Hàn lâm chọn vinh danh một bộ phim duy nhất thay vì đề cử hai hay ba phim cho một năm. Từ năm 1939 đến 1963, giải này được trao cho cả hiệu ứng hình ảnh và hiệu ứng âm thanh của phim, nên nó thường được trao cho từ hai người trở lên, mặc dù có những năm chỉ hoặc hiệu ứng hình ảnh hoặc hiệu ứng âm thanh được vinh danh. Từ năm 1964, giải này chỉ còn được trao cho hiệu ứng hình ảnh, và năm sau đó tên của hạng mục này được thay đổi thành "Hiệu ứng hình ảnh đặc biệt xuất sắc nhất".
Từ năm 1972 đến 1977, không có giải thưởng riêng biệt nào trao cho hiệu ứng hình ảnh. Những thành tựu trong mảng này chỉ được trao dưới bóng của một loại giải gọi là Giải Oscar cho thành tựu đặc biệt. Năm 1977, một hạng mục giải riêng biệt được khôi phục với tên như hiện nay, "Hiệu ứng hình ảnh xuất sắc nhất", mặc dù đến tận năm 1995, đôi lúc hiệu ứng hình ảnh vẫn được trao dưới dạng giải thưởng cho thành tựu đặc biệt. Năm 1990 là năm cuối cùng Viện hàn lâm chỉ trao giải "Thành tựu đặc biệt" thay vì đề cử các phim vào hạng mục này một cách chính thức.